# Curium(IV)-fluorid
Curium(IV)-fluorid ist ein Fluorid des künstlichen Elements und Actinoids Curium mit der Summenformel CmF4. In diesem Salz tritt Curium in der Oxidationsstufe +4 auf. Da alle Isotope des Curiums nur künstlich hergestellt sind, besitzt es keine natürlichen Vorkommen.

## Darstellung
Die Synthese von Curium(IV)-fluorid läuft über die oxidative Fluorierung von Curium(III)-fluorid.
{\displaystyle {\ce {2 CmF3 + F2 -> 2 CmF4}}}

## Eigenschaften
Curium(IV)-fluorid ist eine braune Ionenverbindung bestehend aus Cm4+- und F−-Ionen. Es kristallisiert im monoklinen Kristallsystem in der Raumgruppe C2/c (Raumgruppen-Nr. 15) mit den Gitterparametern a = 1250 pm, b = 1049 pm und c = 818 pm und zwölf Formeleinheiten pro Elementarzelle. Seine Kristallstruktur ist isotyp mit Uran(IV)-fluorid.

## Sicherheitshinweise
Einstufungen nach der CLP-Verordnung liegen nicht vor, weil diese nur die chemische Gefährlichkeit umfassen und eine völlig untergeordnete Rolle gegenüber den auf der Radioaktivität beruhenden Gefahren spielen. Auch Letzteres gilt nur, wenn es sich um eine dafür relevante Stoffmenge handelt.